# Picrophylla rhabducha
Picrophylla rhabducha är en fjärilsart som beskrevs av Turner 1947. Picrophylla rhabducha ingår i släktet Picrophylla och familjen mätare. Inga underarter finns listade i Catalogue of Life.